# Power Macintosh 6100
Le Power Macintosh 6100 constituait le bas de la gamme Power Macintosh lorsque Apple l'introduisit en mars 1994 (avec les 7100 et 8100). Ces machines étaient une grosse évolution par rapport aux précédents Macintosh (LC, Centris et Quadra) car elles étaient d'une architecture totalement différente : elles n'étaient plus basées sur des microprocesseurs CISC de la famille Motorola 68000, mais sur des microprocesseurs RISC PowerPC.
Bien que son prix le plaçait dans le milieu de gamme (moins de 2 000 $), le Power Mac 6100 était environ deux fois plus rapide que les plus puissants des Macintosh 68k (en comparaison, le Quadra 840AV lancé 8 mois plus tôt et doté d'un 68040 à 40 MHz coûtait plus de 4 000 $). Malgré ses différences importantes, il reprenait le même boîtier que son prédécesseur, le Quadra 610. Pour baisser son prix, il utilisait la mémoire vive principale comme mémoire vidéo (jusqu'à 615 Kio dédiés, selon la résolution d'affichage).
Le Power Macintosh 6100 fut mis à jour en janvier 1995 avec un processeur poussé à 66 MHz contre 60 MHz auparavant.
Apple commercialisa aussi des modèles AV, qui intégraient une carte audio/vidéo dans le port d'extension PDS. Ces modèles disposaient ainsi d'entrées/sorties vidéo, et de 2 Mio de mémoire vidéo et d'une sortie vidéo supplémentaire (permettant ainsi de gérer l'affichage de deux écrans simultanément).
Des modèles DOS Compatible, disposant  d'une carte processeur Intel 80486DX2 dans le slot PDS, furent aussi vendus. Ils pouvaient, en plus de Mac OS, faire fonctionner les systèmes DOS et Windows (à l'instar du Quadra 610 DOS).
L'une des particularités de l'ordinateur, c'est qu'une pile de sauvegarde absente, morte ou trop faible peut entraîner une absence d'image. Un reset de la PRAM (Command-Option-P-R au démarrage, si besoin plusieurs fois) permet le plus souvent de réactiver l'affichage.
La commercialisation du 6100/66 s'arrêta en octobre 1995 mais le modèle DOS compatible fut vendu jusqu'en mai 1996.
La version serveur du Power Macintosh 6100 est le Workgroup Server 6150.
Les versions grand public du Power Macintosh 6100 sont les Performa 6110, 6112, 6115, 6116, 6117 et 6118.
Cette gamme permettra à Apple de se maintenir économiquement malgré des difficultés financières non négligeables à l’époque, l’entreprise sera même proche de la faillite en 1997 à cause de mauvais choix interne. Cette gamme était le choix numéro 1 des professionnels à l’epoque et a permis à Apple de garder une petite part du marché des ordinateurs personnels.

## Caractéristiques
- processeur : PowerPC 601 32 bit cadencé à 60 ou 66 MHz
- bus système 64 bit à 30 ou 33 MHz
- mémoire morte : 4 Mio
- mémoire vive : 8 Mio extensible à 72 Mio
- mémoire cache de niveau 1 : 32 Kio
- mémoire cache de niveau 2 : 256 Kio (optionnelle sur les modèles à 60 MHz)
- disque dur SCSI de 160-250 Mo (modèles 60 MHz) ou 320-500 Mo (modèles 66 MHz)
- lecteur de disquette 1,44 Mo 3,5"
- lecteur CD-ROM 2x
- mémoire vidéo : 615 Kio de DRAM (prise sur la mémoire vive principale mais dédiée)
- résolutions supportées :
  - 512 × 384 en 16 bits
  - 640 × 480 en 16 bits
  - 832 × 624 en 8 bits
- slots d'extension :
  - 1 slot d'extension 601 PDS (adaptateur NuBus inclus)
  - 2 connecteurs mémoire de type SIMM 72 broches (vitesse minimale : 80 ns)
- connectique :
  - 1 port SCSI (DB-25)
  - 2 ports série Din-8 Geoports
  - 1 port ADB
  - sortie vidéo HDI-45
  - port Ethernet AAUI-15
  - sortie audio : stéréo 16 bit
  - entrée audio : stéréo 16 bit
- haut-parleur mono intégré
- dimensions : 8,6 × 41,4 × 39,6 cm
- poids : 6,4 kg
- alimentation : 210 W
- systèmes supportés : 7.1.2 à 9.1

### Modèles AV
- carte audio-vidéo dans le slot PDS :
  - entrée et sortie S-vidéo (ou RCA via adaptateur inclus)
  - 1 sortie vidéo DB-15 pour deuxième écran externe
  - 2 Mio de mémoire vidéo VRAM supplémentaires
  - résolutions supportées sur le deuxième écran :
    - 512 × 384 en 24 bits
    - 640 × 400 en 24 bits
    - 640 × 480 en 24 bits
    - 800 × 600 en 24 bits
    - 832 × 624 en 24 bits
    - 1 024 × 768 en 16 bits
    - 1 170 × 870 en 16 bits.

### Modèles DOS compatibles
- carte DOS dans le slot PDS :
  - processeur Intel 80486DX2 à 66 MHz
  - 1 connecteur mémoire vive (de type SIMM 72 broches 80 ns) pour le système DOS/Windows
  - 1 sortie vidéo DB-15
  - 512 Kio de mémoire vive destinés à l'affichage de DOS/Windows
- inclut MS-DOS 6.22 et Windows 3.1.